# Catinca Ralea
Catinca Ralea (n. 5 octombrie 1929, București, România – d. 19 ianuarie 1981, București, România) a fost o traducătoare, regizoare de film, actriță și realizatoare de emisiuni radio-tv din România. A fost fiica criticului literar Mihai Ralea și soția lui Emanoil Petruț.

## Biografie
A urmat cursurile secundare în Statele Unite și a absolvit Facultatea de limbi romanice și clasice, secția limba și literatura franceză a Universității din București (1949 – 1953).
A condus secția de limbă engleză la Radio mai mulți ani, intervievându-i, printre alții, pe Saul Bellow, William Saroyan, Alvin Toffler, Iris Murdoch, Yehudi Menuhin, Arthur Rubinstein, Henry Moore, Margaret Thatcher, Edward Kennedy, Barbara Walters, Christiaan Barnard.

## Filmografie
- Apa vie, leac să-ți fie (1973, film documentar)
- Tănase Scatiu (1976) - voce Miss Sharp
- Lumina palidă a durerii (1980) - nevasta lui Muran

## Traduceri
A tradus, printre altele, opere scrise de D.H. Lawrence, Albert Camus, Lawrence Durell, J.D. Salinger, J.R.R. Tolkien, Thomas Hardy, John Updike, George Eliot.
Împreună cu Lucian Bratu a tradus De veghe în lanul de secară de J. D. Salinger.

## Premii și distincții
- Premiul in memoriam din partea CNA, 2003[8]

La București există o stradă numită în cinstea ei, iar la Societatea Română de Radiodifuziune o sală este numită în cinstea ei.